# Friedhof Langenhagen

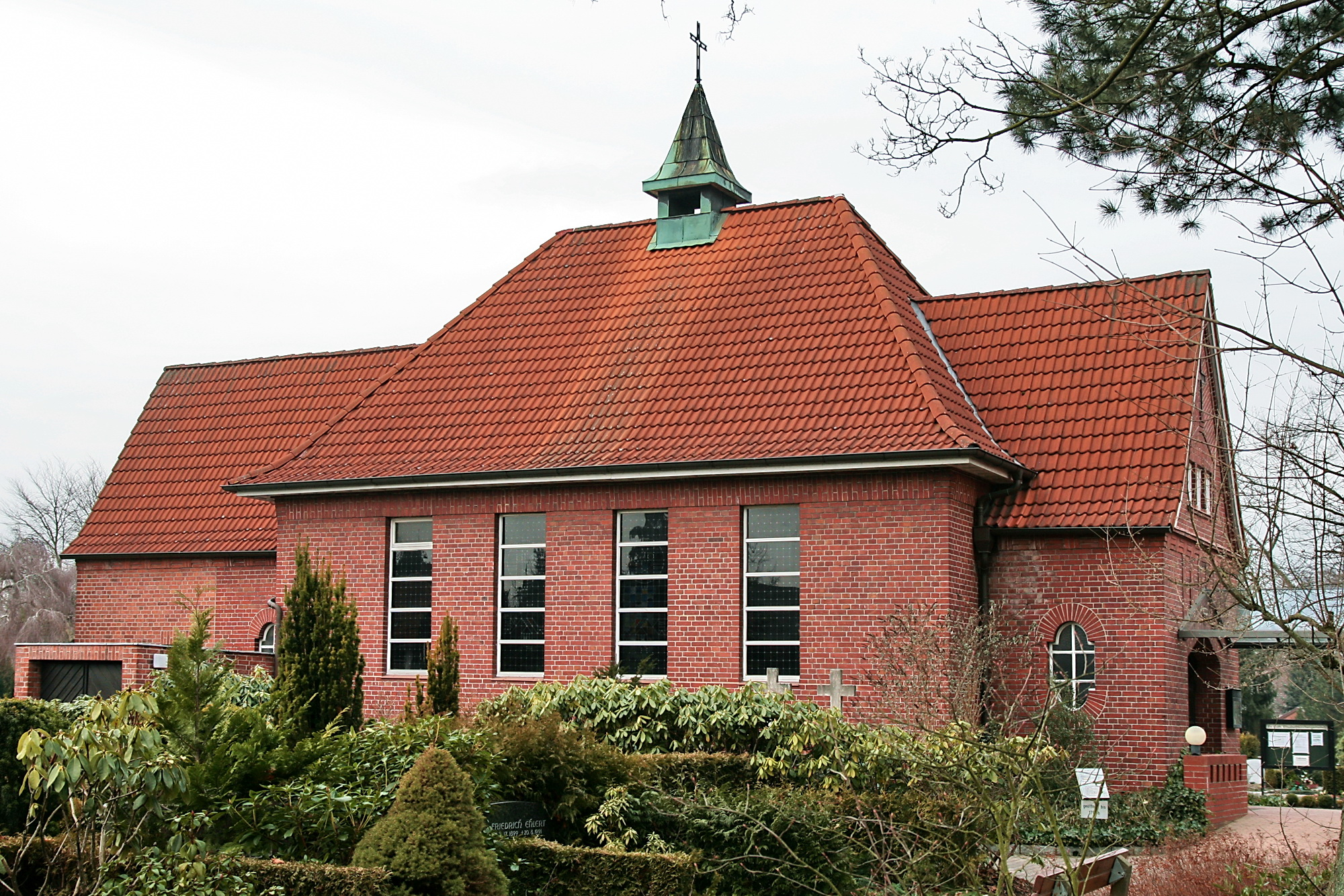
Kapelle der Elisabeth-Kirchengemeinde

Der Friedhof Langenhagen auch Friedhof Imhoffstraße genannt, ist ein aufgrund seiner historischen und städtebaulichen Bedeutung denkmalgeschützter Friedhof. Auf der Anlage unter der Adresse Karl-Kellner-Straße 78 b in Langenhagen, Region Hannover finden sich – als Teil der Sepulkralkultur – neben der politisch bedeutenden Kriegsgräberstätte für die Opfer von Krieg und Gewaltherrschaft unter anderem plastisch ausformulierte Grabmale mit Grabkreuzen und Stelen sowie Portal- und Urnengrabmale des 19. und frühen 20. Jahrhunderts.

## Geschichte und Beschreibung
Der älteste Teil der Anlage entstand ab 1848 durch Ankauf der Kirchengemeinde der (heutigen) Elisabethkirche zunächst nur als kirchlicher Begräbnisplatz weit abseits geschlossener Wohnbebauung westlich des historischen Ortskerns.

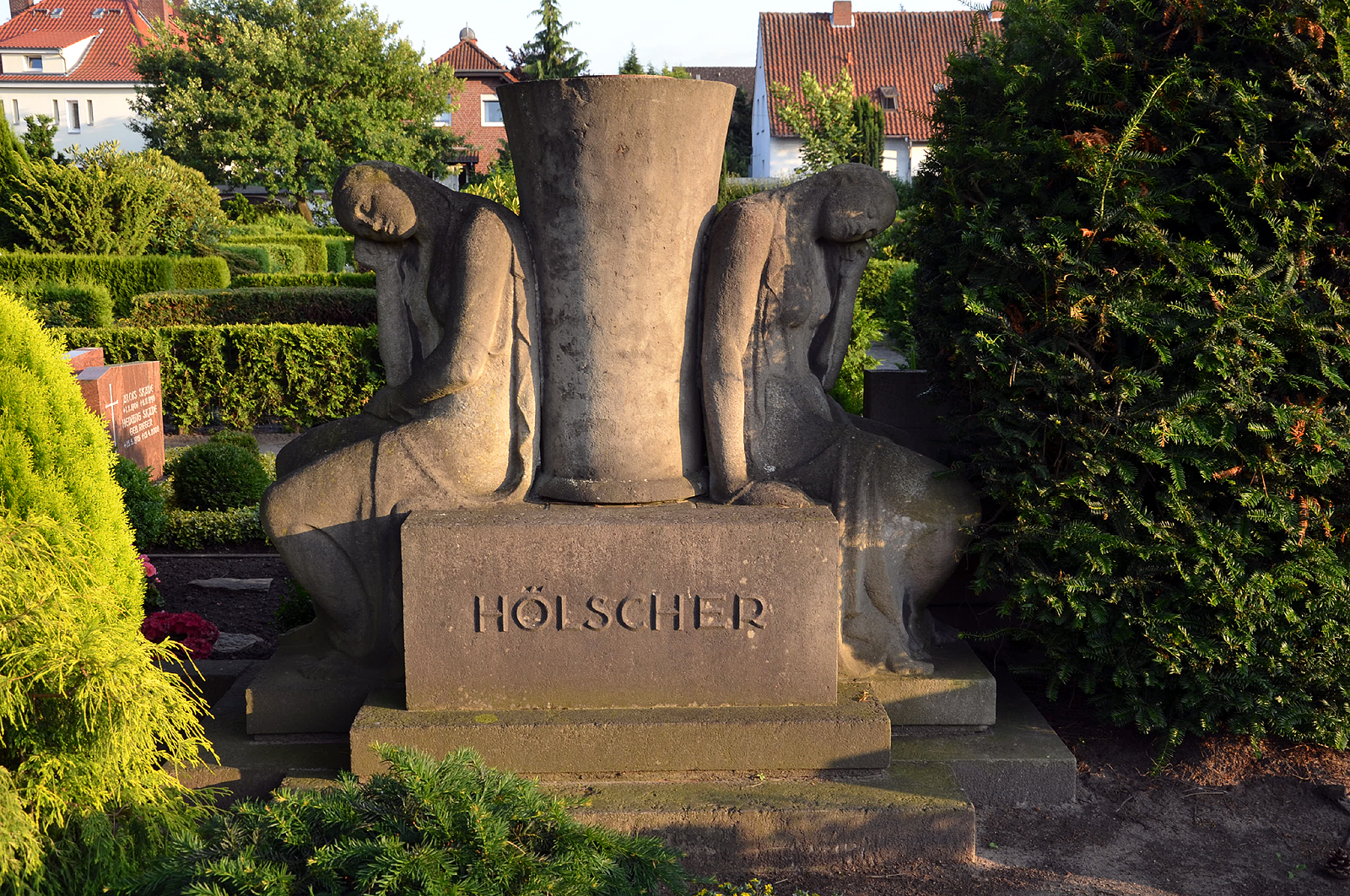
Plastisch ausformuliertes Grabmal der Familie des Tapetenfabrikanten und Ehrenbürgers August Hölscher;
bisher ungeklärte/r Bildhauer/in

Aufgrund der Auflassung des alten Langenhagener Kirchfriedhofes an Stelle der darauf errichteten Elisabethkirche datieren die ältesten erhaltenen Grabmäler auf dem Langenhagener Friedhof auf das Jahr 1869.

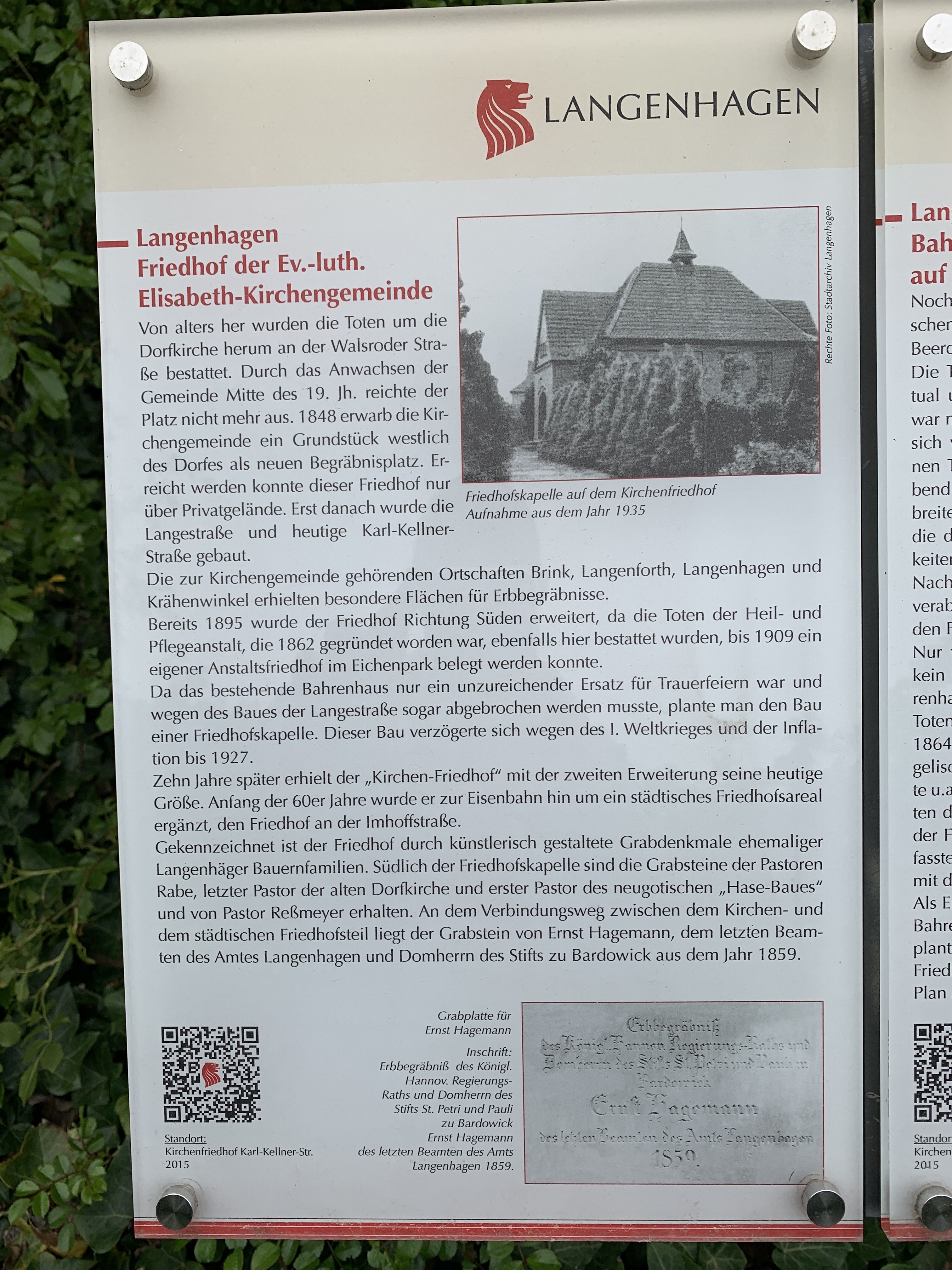
„Friedhof der Ev.-luth. Elisabeth-Kirchengemeinde“;
Beschriftungstafel GLIEM („Ganz Langenhagen ist ein Museum“)-Tafel 84

Nach Erweiterungen in den Jahren 1895 und 1937 jeweils nach Süden wurde der Friedhof 1959 zur Bahnlinie hin um ein Friedhofsareal im Eigentum der Stadt erweitert.
Trotz der im Laufe der Zeit verändernde Bestattungsformen blieb die Grundform des Friedhofes erhalten. Die massiv umhegte Fläche ist durch ein orthogonales Wegesystem gegliedert und erhält seine räumliche Struktur teils durch Alleen und alten Baumbestand. Die Grabfelder zwischen den breiten Längs- und Querwegen werden von schmaleren Wegen erschlossen.